# Elecciones estatales de Morelos de 1994
Las Elecciones estatales de Morelos se realizaron el domingo 20 de marzo de 1994 y en ellas se renovaron los siguientes cargos de elección popular:
- Gobernador del Estado de Morelos. Titular del poder ejecutivo del estado, electo para un periodo de seis años, no reelegible en ningún caso, el candidato electo fue Jorge Carrillo Olea.
- 25 diputados del Congreso del Estado. De los cuales 15 son electos por mayoría relativa y 10 por representación proporcional.
- 33 ayuntamientos. Compuestos por un presidente municipal, un síndico y sus regidores. Electos para un periodo de tres años, reelegibles únicamente para el periodo siguiente.